# Denkmalgeschützte Objekte im Okres Stará Ľubovňa

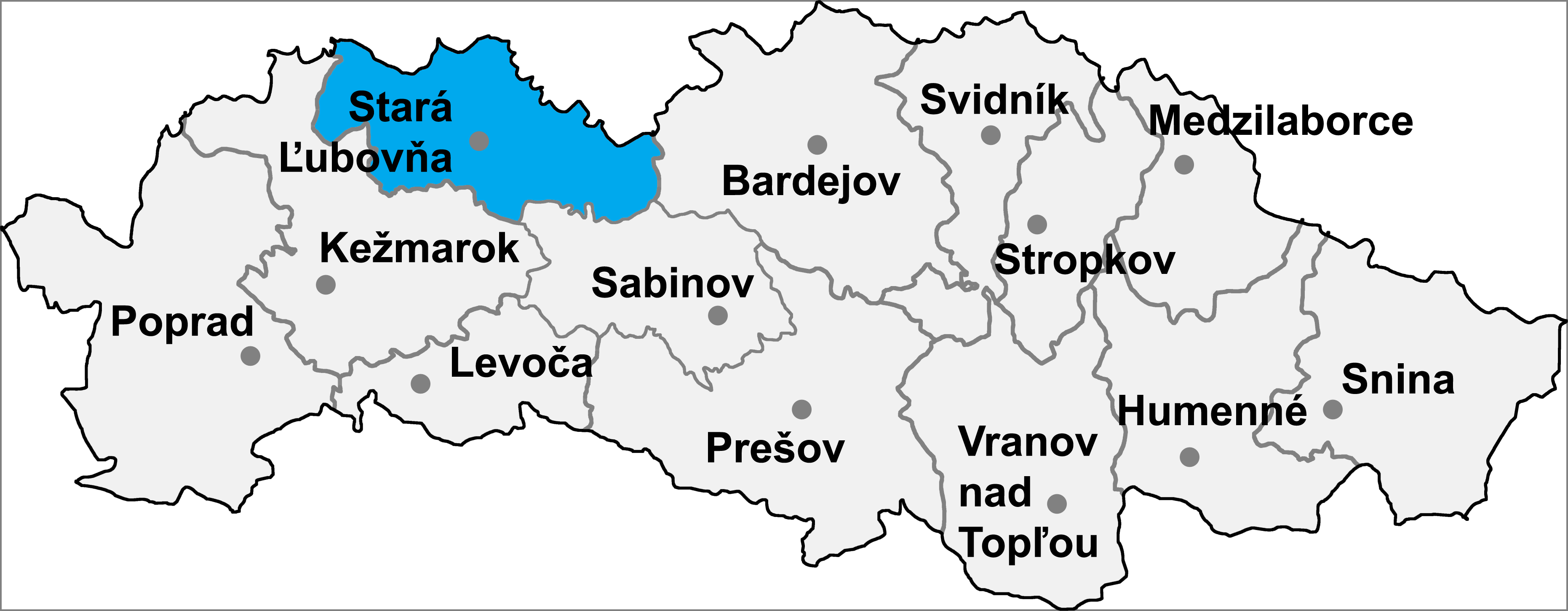

Im Okres Stará Ľubovňa bestehen 231 denkmalgeschützte Objekte. Die unten angeführte Liste führt zu den Gemeindelisten und gibt die Anzahl der Objekte an. In Gemeinden, die nicht verlinkt sind, existieren keine geschützten Objekte.
| Gemeindeliste                      | Objektanzahl |
| ---------------------------------- | ------------ |
| Čirč                               | 2            |
| Ďurková                            | 1            |
| Forbasy (Forbs)                    | 1            |
| Hajtovka                           | 0            |
| Haligovce (Helbingsau)             | 3            |
| Hniezdne (Kniesen)                 | 64           |
| Hraničné (Grenzdorf)               | 1            |
| Hromoš (Gromosch)                  | 1            |
| Chmeľnica (Hopgarten)              | 1            |
| Jakubany (Jakobsau)                | 8            |
| Jarabina (Girm)                    | 2            |
| Kamienka (Stein)                   | 3            |
| Kolačkov (Klautsch)                | 1            |
| Kremná (Krembach)                  | 2            |
| Kyjov                              | 1            |
| Lacková (Latzenseifen)             | 3            |
| Legnava (Legenau)                  | 1            |
| Lesnica (Leschnitz)                | 2            |
| Litmanová (Littmannsau)            | 1            |
| Lomnička (Kleinlomnitz)            | 1            |
| Ľubotín                            | 0            |
| Malý Lipník (Kleinlaupnik)         | 1            |
| Matysová                           | 0            |
| Mníšek nad Popradom (Remz)         | 0            |
| Nižné Ružbachy (Unterrauschenbach) | 5            |
| Nová Ľubovňa (Neulublau)           | 2            |
| Obručné                            | 0            |
| Orlov                              | 0            |
| Plaveč (Plautsch)                  | 2            |
| Plavnica                           | 5            |
| Podolínec (Pudlein)                | 64           |
| Pusté Pole                         | 0            |
| Ruská Voľa nad Popradom            | 0            |
| Stará Ľubovňa (Altlublau)          | 31           |
| Starina                            | 1            |
| Stráňany (Vorwerk)                 | 0            |
| Sulín (Sulm)                       | 6            |
| Šambron (Schönbrunn)               | 1            |
| Šarišské Jastrabie                 | 1            |
| Údol                               | 1            |
| Veľká Lesná (Reichwald)            | 1            |
| Veľký Lipník (Großlaupnik)         | 1            |
| Vislanka                           | 0            |
| Vyšné Ružbachy (Oberrauschenbach)  | 10           |